# Masud Ghadimi
Masud Ghadimi (pers. مسعود قديمي; ur. 1 lutego 1965 w Mijane, zm. 26 czerwca 2003) – irański zapaśnik w stylu klasycznym. Olimpijczyk z Seulu 1988, gdzie odpadł w eliminacjach w wadze 68 kg. Brązowy medal na igrzyskach azjatyckich w 1990.